# Вокеша (Вісконсин)
Вокеша (англ. Waukesha [wɔːkɨʃɔː]) — місто (англ. city) на півночі США, адміністративний центр округу Вокеша штату Вісконсин. Населення — 71 991 особа (2020).
У 2006, журнал Money поставив місто на 36-у сходинку в списку 100 найкращих для проживання міст в США.

## Історія
Місцевість, яку нині охоплює Вокеша, вперше заселилася не-індіанцями 1834 року. Її першим не індіанським поселенцем був Морріс Д. Катлер. До 1846 територія була названа як село Prairieville. 8 лютого 1847, село змінило свою назву на Вокеша, і в 1896 отримало статус міста.

## Географія
Вокеша розташоване практично у центрі округу Вокеша, у південно-східному Вісконсині, за 18 миль на захід від Мілвокі. Вокеша також розташоване за 59 миль на схід від Мадісоне. Місто межує з Брукфілдом, Нью-Берліном, Пеуокі, селом Пеуокі та Делафілдом.
Місто розташоване з обох сторін Річки Фокс, яка починається біля села Меноміні Фоллс і тече в Річку Іллінойс.
Вокеша розташована за координатами 43°0′33″ пн. ш. 88°14′42″ зх. д. / 43.00917° пн. ш. 88.24500° зх. д. (43.009084, -88.245062). За даними Бюро перепису населення США в 2010 році місто мало площу 64,91 км², з яких 64,25 км² — суходіл та 0,66 км² — водойми.

### Клімат
| Клімат : Вокеша         | Клімат : Вокеша | Клімат : Вокеша | Клімат : Вокеша | Клімат : Вокеша | Клімат : Вокеша | Клімат : Вокеша | Клімат : Вокеша | Клімат : Вокеша | Клімат : Вокеша | Клімат : Вокеша | Клімат : Вокеша | Клімат : Вокеша | Клімат : Вокеша |
| Показник                | Січ.            | Лют.            | Бер.            | Квіт.           | Трав.           | Черв.           | Лип.            | Серп.           | Вер.            | Жовт.           | Лист.           | Груд.           | Рік             |
| Абсолютний максимум, °C | 16,7            | 18,9            | 27,8            | 32,8            | 38,3            | 38,3            | 42,8            | 38,9            | 38,3            | 31,1            | 25,6            | 20,0            | 42,8            |
| Середній максимум, °C   | −2,3            | −0,1            | 6,2             | 13,6            | 19,9            | 25,6            | 27,7            | 26,6            | 22,6            | 15,4            | 7,4             | −0,3            | 13,6            |
| Середній мінімум, °C    | −11,8           | −9,8            | −4,7            | 1,7             | 7,2             | 12,7            | 15,4            | 14,8            | 9,9             | 3,5             | −2,4            | −9,2            | 2,3             |
| Абсолютний мінімум, °C  | −33,9           | −33,3           | −25,6           | −13,9           | −3,9            | −1,7            | 5,0             | 1,7             | −3,9            | −13,9           | −22,8           | −33,3           | −33,9           |
| Норма опадів, мм        | 37              | 36              | 45              | 86              | 89              | 111             | 98              | 116             | 86              | 66              | 63              | 46              | 879             |
| Днів з опадами          | 9,2             | 7,5             | 7,9             | 10,7            | 11,8            | 10,7            | 9,4             | 9,1             | 8,8             | 9,4             | 8,8             | 9,5             | 112,8           |
| Днів зі снігом          | 6,8             | 5,1             | 3,5             | 1,0             | 0               | 0               | 0               | 0               | 0               | ,1              | 1,1             | 6,2             | 23,8            |
| ----------------------- | --------------- | --------------- | --------------- | --------------- | --------------- | --------------- | --------------- | --------------- | --------------- | --------------- | --------------- | --------------- | --------------- |
| Джерело: NOAA           |                 |                 |                 |                 |                 |                 |                 |                 |                 |                 |                 |                 |                 |

## Демографія
Згідно з переписом 2010 року, у місті мешкало 70 718 осіб у 28 295 домогосподарствах у складі 17 506 родин. Густота населення становила 1089 осіб/км². Було 29843 помешкання (460/км²).
Расовий склад населення:
| - 88,1 % — білих - 3,5 % — азіатів - 2,3 % — чорних або афроамериканців - 0,4 % — корінних американців - 3,5 % — осіб інших рас |

До двох чи більше рас належало 2,1 %. Частка іспаномовних становила 12,1 % від усіх жителів.
За віковим діапазоном населення розподілялося таким чином: 23,7 % — особи молодші 18 років, 65,7 % — особи у віці 18—64 років, 10,6 % — особи у віці 65 років та старші. Медіана віку мешканця становила 34,2 року. На 100 осіб жіночої статі у місті припадало 96,1 чоловіків; на 100 жінок у віці від 18 років та старших — 93,9 чоловіків також старших 18 років.
Середній дохід на одне домашнє господарство становив 71 601 долар США (медіана — 59 547), а середній дохід на одну сім'ю — 85 713 долари (медіана — 75 635). Медіана доходів становила 51 256 доларів для чоловіків та 41 124 долари для жінок. За межею бідності перебувало 11,3 % осіб, у тому числі 16,9 % дітей у віці до 18 років та 6,6 % осіб у віці 65 років та старших.
Цивільне працевлаштоване населення становило 38 812 осіб. Основні галузі зайнятості: освіта, охорона здоров'я та соціальна допомога — 21,9 %, виробництво — 19,2 %, мистецтво, розваги та відпочинок — 11,4 %, роздрібна торгівля — 11,3 %.

## Спорт та відпочинок
Центр міста — місце одного з етапів велогонки Dairyland, яка проводиться з 1993 року.

## Уродженці
- Мішель Таллер (* 1969) — американська астрономка.

## Міста-побратими
- Кокшетау (Республіка Казахстан) з 1989 року